# A Thousand Miles
A Thousand Miles är en poplåt skriven av den amerikanska sångerskan Vanessa Carlton. Det är hennes första singel från debutalbumet Be Not Nobody. Låten är Carltons mest framgångsrika singel och hennes enda topp-tjugo-placering i USA. Den hade stor framgång över hela världen, med bland annat en listetta i Australien och en topp-fem-placering i USA och Irland. Den fortsatte med att bli den sjätte mest spelade låten 2002 i USA och fick bland annat en Grammynominering för årets låt. I Sverige var låten inte lika framgångsrik och nådde som bäst plats 30 på Sverigetopplistan.

## Bakgrund
Carlton skrev riffet till låten sommaren 1998, men på grund av en skrivkramp blev den aldrig klar. När hon senare letade efter ett passande skivbolag, spelade hon början av låten för en skivproducent, som sa till henne att hon måste skriva klart den. När hon återvände hem, skrev hon klart låten på en timme och gav den namnet ”Interlude”.
Några år senare fick Ron Fair, VD för skivbolaget A&M Records höra låten på en demo-skiva som Carlton skickat. Fair menade att låten i sig var fantastisk, men att demo-versionen inte gjorde den rättvisa. Han träffade Carlton personligen, för att ändra arrangemanget av låten. ”A Thousand Miles” tog hela 14 sessioner att spela in och var den första låten som spelades in för albumet ”Be Not Nobody”. Fair och Carlton hade även en liten dispyt angående låtens namn. Fair vägrade att döpa låten till ”Interlude” eftersom ordet aldrig förekommer i låten. Det var Fairs brorson som till slut kom på det slutliga namnet.

## Mottagande
Låten blev väl mottagen av musikkritikerna. Billboard berömde låtens piano-riff och menade att det verkligen var en lovande debut. PopMatters ansåg att låten var svängig och svår att inte tycka om. Slant magazine skrev 2004 att låten hjälpte till att bana väg för en förändring i musikbranschen, bort från Tuggummipopen som tidigare dominerat på musiklistorna.

## Musikvideo
Musikvideon spelades in i Newbury Park, Kalifornien och regisserades av Marc Klasfeld. Den börjar med att Carlton går in i hennes garage och drar av ett skynke som döljer ett piano. Hon sätter sig ner och börjar spela. Pianot börjar röra på sig, ut ur garaget och åker sedan runt på olika platser i staden. I slutet är hon tillbaka där videon började och reser sig och lämnar garaget.

## Listplaceringar & certifikat

### Singellistor
| Lista (2002)                      | Topplacering |
| --------------------------------- | ------------ |
| Australiska ARIA-singellistan     | 1            |
| Österrikiska singellistan         | 12           |
| Belgiska singellistan (Flandern)  | 4            |
| Belgiska singellistan (Vallonien) | 8            |
| Danska singellistan               | 3            |
| Nederländska singellistan         | 6            |
| Franska SNEP-singellistan         | 8            |
| Tyska singellistan                | 14           |
| Ungerska spellistan               | 5            |
| Irländska IRMA-Singellistan       | 3            |
| Italienska FIMI-Singellistan      | 6            |
| Japanska Singellistan             | 15           |
| Nya Zeeland RIANZ-Singellistan    | 4            |
| Norska singellistan               | 14           |
| Rumänska singellistan             | 8            |
| Svenska singellistan              | 30           |
| Schweiziska singellistan          | 8            |
| Brittiska singellistan            | 6            |
| USA Billboard Hot 100             | 5            |
| USA Billboard Mainstream Top 40   | 1            |
| USA Billboard Adult Top 40        | 2            |
| USA Billboard Adult Contemporary  | 1            |

| Lista (2002)                      | Placering |
| --------------------------------- | --------- |
| Australiska singellistan          | 6         |
| Österrikiska singellistan         | 74        |
| Belgiska singellistan (Flandern)  | 20        |
| Belgiska singellistan (Vallonien) | 49        |
| Nederländska singellistan         | 9         |
| Franska SNEP-singellistan         | 57        |
| Nya Zeeland Singellistan          | 2         |
| Schweiziska singellistan          | 20        |
| USA Billboard Hot 100             | 6         |

| Land        | Certifikat   | Datum           | Försäljning |
| ----------- | ------------ | --------------- | ----------- |
| Australien  | 2 x Platinum | 2002            | 140 000     |
| Belgien     | Guld         | 12 oktober 2002 | 25 000      |
| Frankrike   | Silver       | 5 februari 2003 | 125 000     |
| Nya Zeeland | Guld         | 6 oktober 2002  | 7 500       |